# Avenue de Champaubert
L’avenue de Champaubert est une avenue du 15e arrondissement de Paris.

## Situation et accès
Longue de 146 mètres, elle commence 80, avenue de Suffren et finit 6, rue du Général-de-Larminat.

## Origine du nom

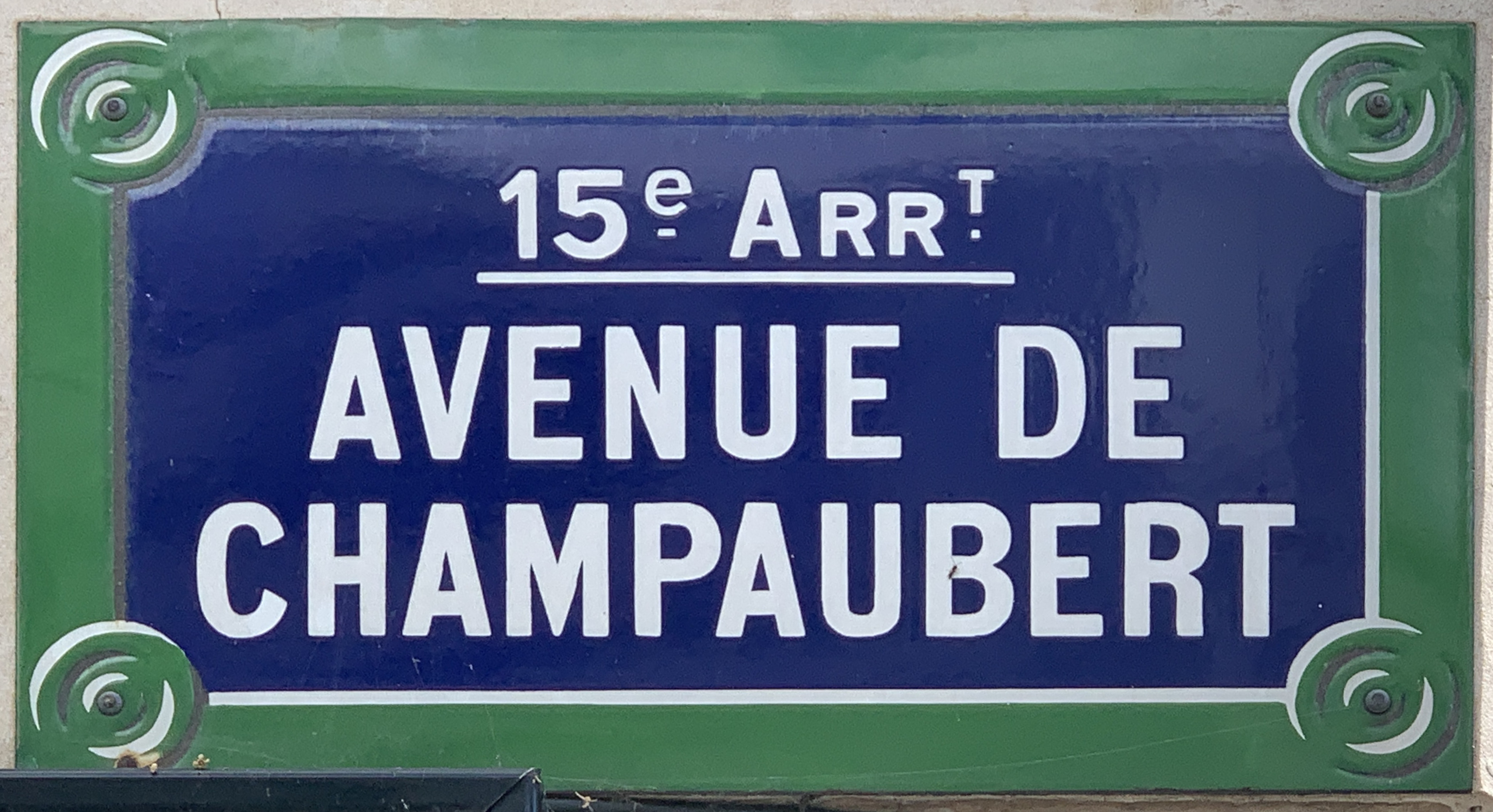
Plaque de l'avenue.

Le nom de cette voie perpétue le souvenir de la bataille de Champaubert qui s’est déroulée le 10 février 1814 : les Français y ont vaincu les Russes.

## Historique
Cette voie est classée dans la voirie de Paris par arrêté du 12 février 1935.